# Action Quake 2
Action Quake 2 è una mod per il videogioco sparatutto in prima persona Quake II apparso inizialmente nel 1998, creata da A-Team.

## Modalità di gioco
Modifica il gioco al fine di renderlo più realistico possibile, con l'inserimento di armi che danneggiano i personaggi in modo realistico.
Il numero limitato di munizioni e armi presenti nella mappa, le ferite sanguinanti, le caviglie rotte a causa dei salti e dei colpi alle gambe e la relativa necessità di bendarsi, l'assenza di "medikit", e gli accessori quali silenziatore e mirino laser, sono alcune delle innovative caratteristiche del gioco.